# Junshirō Kobayashi
Pour les articles homonymes, voir Kobayashi.
 (décembre 2023).
Si vous disposez d'ouvrages ou d'articles de référence ou si vous connaissez des sites web de qualité traitant du thème abordé ici, merci de compléter l'article en donnant les références utiles à sa vérifiabilité et en les liant à la section « Notes et références ».
Junshirō Kobayashi (小林潤志郎, Kobayashi Junshirō), né le 11 juin 1991 à Hachimantai, est un sauteur à ski et ancien coureur du combiné nordique japonais. Son frère Ryōyū est aussi sauteur à ski.

## Carrière
Participant à des courses de combiné nordique à partir de la saison 2007-2008 dans la Coupe du monde B, il accède au niveau supérieur en 2009 avec ses débuts en Coupe du monde mais ne marquera de points lors d'aucune de ses sorties. En 2010, il participe aux Championnats du monde juniors d'Hinterzarten, y remportant la médaille d'or dans l'épreuve du sprint, avant de se reconvertir dans le saut à ski.
En 2011, il prend part à sa première grande compétition de saut à ski, à l'occasion des Championnats du monde juniors d'Otepää. L'année suivante, il est intégré au groupe de la Coupe du monde et s'offre son premier podium lors de la compétition par équipe de Kuusamo avec une deuxième place. Plus tard, en janvier 2012, il établit sa meilleure performance à ce niveau en prenant la seizième place au grand tremplin de Bischofshofen. 
Il dispute ses premiers championnats du monde en 2015, où il est notamment treizième au grand tremplin et quatrième par équipes.
À l'été 2017, il remporte les deux concours du Grand Prix d'été à Hakuba pour prendre la troisième place du classement général. Il avait gagné aussi une manche en 2015 à Almaty.
En novembre 2017, il surprend les observateurs en remportant la manche de Coupe du monde disputée à Wisła, devant le favori du public Kamil Stoch.
En 2018, il prend part aux Jeux olympiques à Pyeongchang, où il est 31e et 24e en individuel.
Aux Championnats du monde 2019, il gagne la médaille de bronze du concours par équipes avec Daiki Itō, Yukiya Satō et son frère Ryoyu.

## Palmarès

### Saut à ski

#### Jeux olympiques
| Épreuve / Édition   | Individuel     | Individuel     | Par équipes Grand tremplin |
| Épreuve / Édition   | Petit tremplin | Grand tremplin | Par équipes Grand tremplin |
| JO 2018 Pyeongchang | 31e            | 24e            | —                          |
| JO 2022 Pékin       | 27e            | 24e            | 5e                         |

Légende :
- : première place, médaille d'or
- : deuxième place, médaille d'argent
- : troisième place, médaille de bronze
- — : Junshirō Kobayashi n'a pas participé à cette épreuve

#### Championnats du monde
| Épreuve / Édition        | Individuel     | Individuel     | Par équipes    | Par équipes |
| Épreuve / Édition        | Petit tremplin | Grand tremplin | Grand tremplin | Mixte       |
| Mondiaux 2015 Falun      | 25e            | 13e            | 4e             | —           |
| Mondiaux 2019 Seefeld    | 17e            | 17e            | Bronze         | —           |
| Mondiaux 2021 Oberstdorf | 29e            | 32e            | —              | —           |

Légende :
- : première place, médaille d'or
- : deuxième place, médaille d'argent
- : troisième place, médaille de bronze
- — : Junshirō Kobayashi n'a pas participé à cette épreuve

#### Championnats du monde de vol à ski
| Épreuve / Édition | Oberstdorf 2018 | Vikersund 2022 |
| Individuel        | 29e             | 33e            |
| Par équipes       | —               | 6e             |

#### Universiades
- Médaille de bronze au grand tremplin à l'Universiade d'hiver de 2013.
- Médaille d'or par équipes mixtes à l'Universiade d'hiver de 2015
- Médaille d'argent par équipes en 2015.

#### Coupe du monde
- Meilleur classement général : 11e en 2018.
- 1 podium individuel : 1 victoire.
- 8 podiums par équipes : 4 deuxièmes places et 4 troisièmes places.

##### Différents classements en Coupe du monde
| Année     | Classement général final |
| 2011-2012 | 52e                      |
| 2012-2013 | 60e                      |
| 2014-2015 | 44e                      |
| 2015-2016 | 61e                      |
| 2016-2017 | 54e                      |
| 2017-2018 | 11e                      |
| 2018-2019 | 19e                      |
| 2019-2020 | 30e                      |
| 2020-2021 | 33e                      |
| 2021-2022 | 32e                      |
| 2022-2023 | 63e                      |
| 2023-2024 | 34e                      |

#### Victoires
| Année     | Lieu            |
| 2017-2018 | Wisła (Pologne) |

### Grand Prix
- 3e du classement général en 2017.
- 4 podiums individuels, dont 3 victoires.
- 2 victoires par équipes.

### Coupe continentale
- 3 podiums.

### Combiné nordique

#### Championnats du monde junior
- Médaille d'or en sprint à Hinterzarten en 2010.